# Reizgeneralisierung
Als Reizgeneralisierung bezeichnet man in der Verhaltensforschung die Reaktion eines Tieres oder einer Person auf einen Reiz, die in genau gleicher Weise erfolgt wie die zuvor erlernte Reaktion auf einen anderen, ähnlichen Reiz. 
Iwan Petrowitsch Pawlow hat dies 1927 so beschrieben:
„Wenn die taktile Reizung eines bestimmten Hautareals zum bedingten Reiz gemacht worden ist, so wird eine entsprechende Reizung anderer Hautpartien ebenfalls bis zu einem gewissen Grad die bedingte Reaktion auslösen, wobei das Ausmaß umso mehr abnimmt, je weiter entfernt die Reizung vom ursprünglichen Hautareal erfolgt.“
Ein anderes Beispiel ist aus Experimenten mit Tauben bekannt: Wurde ihnen beigebracht, eine bestimmte Reaktion auf einen Ton von 1000 Hz zu zeigen, so zeigen sie die gleiche Reaktion auch auf einen Ton von 300 Hz.
Der Gegensatz zur Reizgeneralisierung ist die Reiz-Diskriminierung.

## Belege
1. ↑  Iwan Petrowitsch Pawlow: Conditioned reflexes: an investigation of the physiological activity of the cerebral cortex. Oxford University Press, London 1927.